# Wuding (rivière)
La rivière Wuding (无 定 河) prend source dans le désert d'Ordos dans la province du Shaanxi, en Mongolie intérieure et coule vers le sud dans les canyons de loess et les terres agricoles. Après environ 160 km, elle se jette dans le grand fleuve Jaune. La Wuding a ses propres affluents, tels les rivières Dali, Hailiutu, Hanjiang et Danjiang. Son cours est suivi par la route nord de l'ancienne route de la soie, aujourd'hui la route nationale 210.   

## Hydrographie
La rivière Wuding tire son nom du réservoir de Batuwan (巴 图 湾 水库, Batuwan shuiku) dans la Bannière d'Uxin, Ordos (ville-préfecture). L'affluent principal du réservoir s'appelle Hongliu He et provient du plateau de lœss situé au sud-ouest. Ce dernier, en quittant sa source, est d'abord endigué dans le réservoir Xinqiao (新桥 水库, Xinqiao shuiku), puis dans le réservoir Jinjisha (金鸡 沙 水库, Jinjisha shuiku). Dans l'ensemble, le cours principal de la rivière forme une grande arche qui pénètre vers l’est dans la zone d'Ordos depuis le plateau de Loess, puis bifurque vers le sud, où elle se jette dans le fleuve Jaune dans le Shaanxi.
Dès le réservoir de Batuwan, la rivière coule dans un lit  assez étroit d'environ 200 m de large, dans lequel une agriculture intensive est pratiquée. À Hengshan, la  Wuding atteint également son point le plus au nord.
La rivière, qui coule vers l'est, reçoit le Nalin He par la gauche et forme, à partir de la ville de Leilongwanxiang (雷 龙湾 乡), le réservoir de Wanggedu (王 圪 堵 水库, Wanggedu shuiku) dans lequel se jette la Hailiutu He.
Après avoir traversé Xiangshuizhen (响 水镇), le cours d’eau reçoit l’afflux du Yuxi He à Yuhezhen (鱼 河镇). Là, la route de l’autoroute S 20 entre dans la vallée, qu'elle suit ensuite pendant une soixantaine de kilomètres.
Dans le Xian de Suide  (绥德县), à Qingshuigoucun (清水沟村), la Wuding est rejointe par la Dali,  puis à Yuchigoucun (鱼池 沟村) par la Huaining He. À partir de Xuejiamaozhen (薛家 峁 镇), la rivière commence à serpenter à travers le plateau de Loess en boucles plus sauvages, formant des méandres serrés comme à Hejiawancun (贺家 湾村), Xiahaojiapancun (下 郝家 畔 村) et à Qianzhangjiahecun (前 张家 河村), où des promontoires de  quelques centaines de mètres de large séparent les boucles formées par la rivière.
À Wangjiahecun (王家 河村), la rivière Wuding se jette dans le fleuve Jaune par sa rive droite. 

## Histoire
Le nom de la rivière signifie «sinueux», «instable», «capricieux» ou «sans cap fixe», et se rapporte à l'évolution de son lit dans le passé. La région de la rivière était très contestée à l'époque classique, et de nombreuses batailles ont été menées le long et autour d'elle.  
Non loin du réservoir de Batuwan se trouvent les ruines de l'ancienne «ville blanche» de Tongwancheng, principale capitale Huns du côté non chinois de la Grande Muraille de Chine.  

Le fleuve a servi de frontière militaire à la période des Seigneurs de la guerre chinois (1916-1928), lorsque l'opium a remplacé le coton comme culture sur les terres fertiles du loess, et ce jusqu’à l'installation du régime communiste.   

## Écologie
La rivière transporte actuellement de très hauts niveaux de limon en raison du climat aride dans ses canyons et ses ravines de loess. Ainsi, au cours des 30 dernières années, des efforts importants ont été déployés pour prévenir l'érosion sur le cours supérieur de la rivière, afin d'empêcher les sédiments d'atteindre le fleuve Jaune. Pour ce faire, les autorités ont utilisé plusieurs  techniques comme les terrasses, les reboisements, les plantations de végétaux et des barrages de contrôle.   

## Culture
La culture des habitants de la région de la rivière Wuding a donné naissance à la tradition du chant folklorique bardique du Daoqing. À la fin du XIXe et au XXe siècle, cette tradition avait pris la forme de grandes troupes de conteurs et de musiciens aveugles. Pour en savoir plus sur cette tradition, voir: "Blind Bards of The Wuding", dans China Pictorial Nov 2006.